# HTBエナジー
HTBエナジー株式会社（エイチティビーエナジー、英語：HTB ENERGY CO., LTD.）は、日本の電力会社。再生可能エネルギーを開発・販売する小売電気事業者である。

## 概要
エイチ・アイ・エスのグループ会社として2015年2月2日設立。電力自由化に伴い「新電力」として参入した。通信・携帯キャリアやガス会社や商社の参入が多い中、テーマパークから生まれた旅行会社関連の電力会社は、電力業界において稀有な存在であった。
社名の「HTB」は、長崎県佐世保市にあるテーマパーク「ハウステンボス（オランダ語: Huis Ten Bosch）」の略称からきている。
創業から自然との共生をテーマにまちづくりを行ってきたハウステンボスから作られる新たなエネルギー事業として生まれ、今では日本全国で電気の販売を行っている。人と自然がともに輝く「共存・共生」というテーマに、人々の豊かな生活と地球の環境の調和を目指している。コンセプトは「イツでも　ドコでも　ダレでも」。
「たのしいでんき」という商品ブランドで電力販売を行っている。また電気だけではなく、東京エリア、中部エリア、関西エリアのみで取次として都市ガス 「まじめなガス」も提供する。
2020年以降の電力調達価格の急騰により経営が悪化したため、エイチ・アイ・エスはHTBエナジーの全株式を2022年5月20日に光通信の子会社・株式会社HBDへ譲渡した。

## 電力供給エリア
- 日本全国（沖縄と一部離島を除く）

## 都市ガス供給エリア
- 東京ガスエリア
- 東邦ガスエリア
- 大阪ガスエリア

## 所在地
本社
〒810-0001 福岡県福岡市中央区天神3丁目9番25号

東京営業所
〒171-0022 東京都豊島区南池袋2丁目9番9号 第一池袋ホワイトビル 1階

## 関連会社
- 株式会社光通信 - 親会社・株式会社HBDの親会社